# Piet van der Houwen
Piet van der Houwen (Soerabaja, 31 augustus 1939) is een Nederlandse schaker en lid van de NBC. 
In 2001 en in 2002 was hij kampioen van Nederland bij het correspondentieschaak. In 2002 was hij dat samen met Leo Hofland. Dit was de eerste keer in de geschiedenis van de NBC dat er twee spelers gelijk eindigden en kampioen werden.
In 2006 werd hij senior internationaal meester correspondentieschaken (SIMc). 

## CWI
De heer Van der Houwen studeerde in 1964 af aan de Universiteit van Amsterdam. In 1968 promoveerde hij aan de UvA op numerieke methodes voor het oplossen van partiële differentiaalvergelijkingen.  Hij was gedurende 36 jaar, vanaf 1964 tot september 2000, werkzaam bij het Centrum voor Wiskunde en Informatica (eerder Mathematisch Centrum genaamd), in zowel onderzoeks- als leidinggevende functies.

## Persoonlijk
Pieter van der Houwen heeft drie dochters.